# Альберто Сорія
Альберто Сорія Ортега (ісп. Alberto Soria Ortega, 24 січня 1906, Ліма, Перу — дата смерті невідома) — перуанський футболіст, що грав на позиції захисника, зокрема, за клуб «Альянса Ліма», а також національну збірну Перу.

## Клубна кар'єра
Грав за команди «Альянса Ліма» і «Універсітаріо де Депортес» в чемпіонаті Перу. Чотири рази ставав чемпіоном Перу — 1927, 1928, 1931 і 1932. За переход з «Альянси» до «Універсітаріо» отримав від фанів перших прізвисько «Юда Іскаріот», хоча всі інші звали його «ель Доктор».

## Виступи за збірну
Дебютував у складі національної збірної Перу на чемпіонаті світу 1930 року. Відігравши стартовий матч проти збірної Румунії (1:3), на наступну гру проти господарів турніру уругвайців до складу не потрапив.
Також брав участь в іграх чемпіонату Південної Америки 1937 року. У п'яти матчах за його участі, проведених на турнірі, збірній вдалося домогтися лише однієї перемоги і однієї нічиї при 3 поразках.
Всього за збірну зіграв в 6 поєдинках 